# Мокродол
Мокродол — поселок в Асекеевском районе Оренбургской области в составе сельского поселения Юдинский сельсовет.

## География
Находится на расстоянии примерно 17 километров на юг от районного центра Асекеево.

## История
Поселок образовался предположительно в 1905 году.

## Население
Население составляло 184 человека в 2002 году (русские 50%, украинцы 34%), 158 по переписи 2010 года.